# Gege Akutami
Gege Akutami (芥見下々?, Akutami Gege; prefettura di Iwate, 26 febbraio 1992) è un fumettista giapponese.
È celebre per essere l'autore di Jujutsu kaisen - Sorcery Fight. Gege Akutami è uno pseudonimo e sono ignoti sia il suo vero nome che il suo sesso.

## Biografia
Dopo aver vissuto nella prefettura di Iwate dalla nascita nel 1992, Akutami si trasferì a Sendai nella prefettura di Miyagi in quinta elementare. Akutami ha iniziato a disegnare manga imitando un amico, che lo ha ispirato a intraprendere la carriera di fumettista. Akutami ha citato Tite Kubo come un'influenza artistica del suo lavoro dopo aver letto Bleach in quarta elementare, oltre a Hunter × Hunter e Neon Genesis Evangelion tra le altre opere.
Nel 2014, Gege Akutami ha iniziato a lavorare come assistente di Yasuhiro Kanō in Kiss x Death. Il 7 maggio dello stesso anno pubblicò la sua prima opera, intitolata "Kamishiro Sōsa" (神代捜査?), un capitolo one-shot pubblicato sul volume 2 di Jump NEXT! di Shūeisha. Il suo lavoro successivo fu No.9, con un capitolo one-shot pubblicato su Jump NEXT! vol. 2 il 1 maggio 2015, e un altro one-shot nel 46° numero di Weekly Shōnen Jump il 10 ottobre 2015. Akutami pubblicò il singolo "Nikai Bongai Barabarjura" (二界梵骸バラバルジュラ?)  nel 44º numero del 2016 di Weekly Shōnen Jump, uscito il 3 ottobre. Questo one-shot è stato nominato per l'11º concorso "Gold Future Cup" della rivista.
Nel 2017, Akutami ha scritto L'istituto di arti occulte di Tokyo (東京都立呪術高等専門学校?, Tōkyō toritsu jujutsu kōtō senmon gakkō), una serie di quattro capitoli pubblicata su Jump GIGA dal 28 aprile al 28 luglio 2017. Questa serie è diventata in retrospettiva il prologo del suo successivo manga, Jujutsu kaisen - Sorcery Fight, per cui prese il nome di Jujutsu kaisen 0. Akutami ha iniziato la pubblicazione di Jujutsu kaisen nel 14° numero di Weekly Shōnen Jump, pubblicato il 5 marzo 2018.

## Opere
- Kamishiro Sousa (神代捜査?) (2014) – (one-shot su Shōnen Jump Next! di Shūeisha)
- No.9 (2015) – (one-shot su Shōnen Jump Next! di Shūeisha)
- No.9 (2015) – (one-shot su Weekly Shōnen Jump di Shūeisha)
- Nikai Bongai Barabarujura (二界梵骸バラバルジュラ?) (2016) – (one-shot in Weekly Shōnen Jump di Shūeisha)
- Jujutsu Kaisen 0: Tōkyō toritsu jujutsu kōtō senmon gakkō (呪術廻戦 0 東京都立呪術高等専門学校?) (2017-2018) – (serializzato su Shōnen Jump GIGA di Shūeisha)
- Jujutsu kaisen (呪術廻戦?) (2018-2024) – (serializzato su Weekly Shōnen Jump di Shūeisha)

## Filmografia
Nel 2020, è cominciata la produzione dell'adattamento animato Jujutsu kaisen a cura di MAPPA, serie trasmessa in simultanea da Crunchyroll, e confermata per una terza stagione. Un film che adatta il prologo Jujutsu kaisen 0 è uscito nei cinema in Giappone nel dicembre 2021, e nel 2022 nel resto del mondo.

## Premi
Nel 2016, il oneshot di Akutami Nikai Bongai Barabarujura è stato nominato all'undicesima edizione della Gold Future Cup di Weekly Shōnen Jump. Nel 2019, il suo manga Jujutsu kaisen è stato nominato per il 65º premio Shōgakukan per i manga nella categoria shōnen. Akutami ha vinto il primo premio 2020 per Jujutsu Kaisen su Mando Kobayashi, lo spettacolo mensile di varietà manga di Kendo Kobayashi in cui i vincitori sono selezionati in base al suo gusto personale. Nel 2021, Jujutsu kaisen è stato nominato tra i candidati per il 25º Premio culturale Osamu Tezuka.